# ارکستر زهی

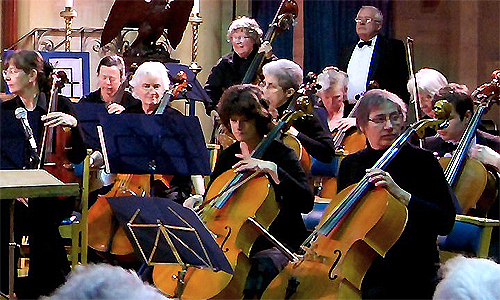
ارکستر زهی

ارکستر زهی (String orchestra) به ارکستری گفته می‌شود که در آن بیشتر از سازهای زهی استفاده می‌شود، اما ممکن است سازهای دیگری هم مورد استفاده قرار گیرد. این سازها را ویلن، ویولا، ویلونسل، کنترباس، هارپ تشکیل می‌دهند و بعضاً در این نوع ارکستر از پیانو و سازهای کوبه‌ای هم استفاده می‌شود. اندازهٔ ارکسترهای زهی می‌تواند متفاوت باشد، گاهی اندازه یک ارکستر مجلسی که دارای دوازده تا بیست و یک نوازنده است و بعضاً بدون رهبر ارکستر هم اجرا می‌شود. گاهی هم اندازه آن می‌تواند به اندازه نوازندگان سازهای زهی یک ارکستر کامل شامل شصت نوازنده باشد.

## آثار
آثار موتزارت به نام Eine kleine Nachtmusik را می‌توان از این دسته نامید. ویلیام بویس هشت سنفونی دارد که برای ارکستر زهی تنظیم شده‌است.
در قرن بیستم آهنگسازانی مانند بلا بارتوک، ایگور استراوینسکی، چارلز وارینن و بنجامین بریتن، قطعات مختلفی را برای ارکستر زهی تنظیم و اجرا کرده‌اند .